# 小卵叶连蕊茶
小卵叶连蕊茶（学名：Camellia parvi-ovata）是山茶科山茶属的植物。分布在中国大陆的四川等地，目前尚未由人工引种栽培。